# Дамян Заберски
Дамян Георгиев Заберски е български художник.

## Биография
Завършва специалност живопис в Художествената академия в София през 1955 година при професор Илия Петров. Дипломната му работа “Смирненски”, оценена като една от най-добрите, е публикувана в годишника на Академията 1944-1959 г. Понастоящем картината е собственост на художествената галерия “Петко Задгорски” в гр. Бургас. Дамян Заберски е първият член на дружеството на бургаските художници, който прави самостоятелна изложба - през май 1959 г.
По-късно постъпва в Института за опазване на паметниците на културата към Министерство на културата в София като отговаря за Източна България. Основната му работа била на реставратор, за което той се подготвя при именития професор Раймунд Ондрачек в Прага, Чехия. След това бива изпратен на специализация в Хале, Германия.
В продължение на 15 години продължава с реставрационна дейност на територията на почти цяла България. Реставрирал е бургаските храмове „Света Богородица“, „Св. св. Кирил и Методий“, църквите „Свети Стефан“ и „Свети Спас“ в Несебър, „Свети Климент“ на остров Света Анастасия, Бачковския манастир и Аладжа манастир. През 1969г. по покана на културното министерство на бившата Германска демократична република в продължение на 6 месеца реставрира фреските в епископската зала на катедралата в гр. Магдебург. През 1972 г. е изпратен от министерството на културата на 4-месечна специализация в Париж, Франция – в ателието по реставрация в музея Лувър.
От средата на 70-те години Д. Заберски започва да работи и в областта на монументалното изкуство. За периода от 1973 – 1995 г. създава над 20 монументални стенописа в обществени сгради и частни домове в Бургас, Поморие, Несебър, Обзор, Сл. Бряг, Сливен и др.
Има повече от 25 самостоятелни изложби и участия в общи и национални изложби в България, Германия, Унгария, Полша, Румъния, Чехия, Франция, Белгия и др. Негови картини са притежание на Национална художествена галерия, галерии в страната и чужбина, както и на много частни колекции в България, Европа, САЩ, Южна Америка и Нова Зеландия.

На 6 декември 2000 година Заберски е удостоен с титлата „Почетен гражданин на град Бургас“.